# Kolejka turystyczna

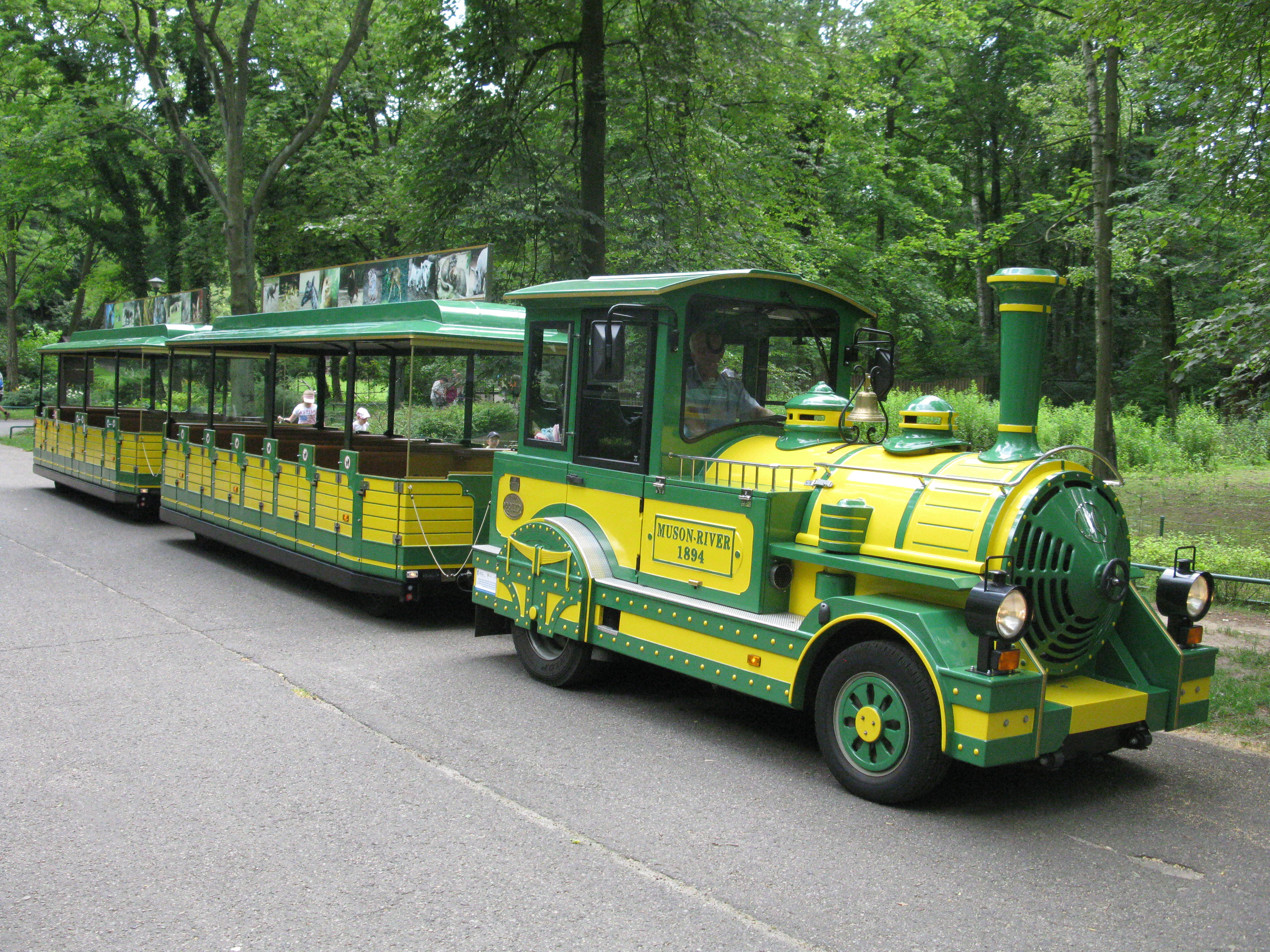
Kolejka turystyczna Zwierzynka w poznańskim zoo

Kolejka turystyczna – zespół pojazdów składający się z ciągnika rolniczego, którego konstrukcja ogranicza prędkość jazdy do 25 km/h, albo pojazdu wolnobieżnego oraz przyczepy (przyczep) dostosowanej do przewozu osób, wykorzystywanych w ramach prowadzonej działalności w zakresie świadczenia usług turystycznych. Kolejką turystyczną może kierować osoba, która ukończyła 21 lat oraz posiada prawo jazdy kat. T lub B+E od co najmniej 2 lat.